# Claude Fleury
Claude Fleury (n. 6 decembrie 1640 - d. 14 iulie 1723) a fost un avocat, teolog, istoric și pedagog francez. Monumentala sa lucrare Histoire ecclésiastique a fost destinată pentru publicul general.

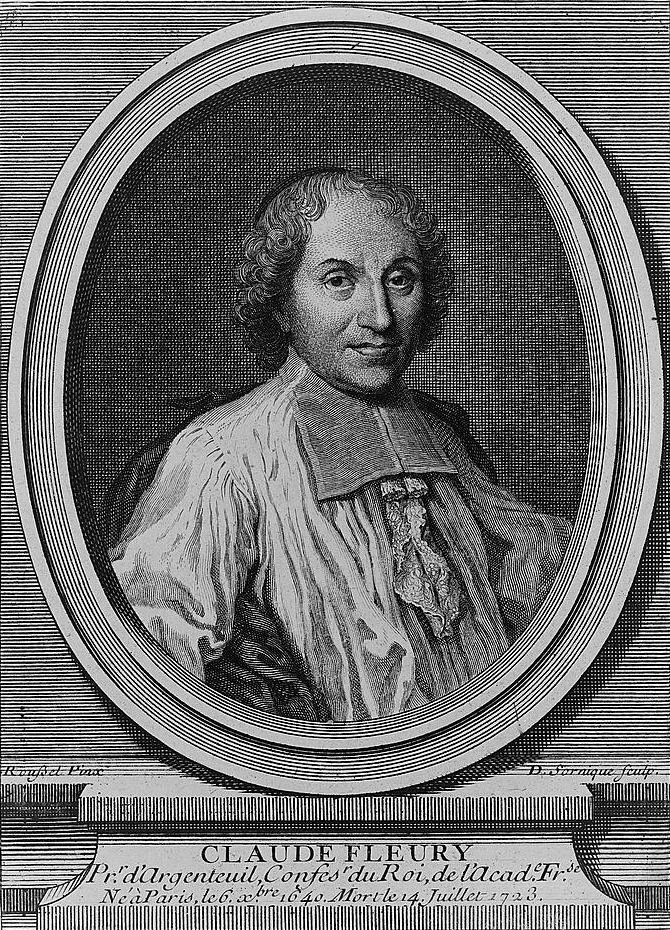
Claude Fleury.
Gravură de Dominique Sornique.

## Opere principale
- Histoire du droit français (1674)
- Catéchisme historique, contenant en abrégé l'histoire sainte et la doctrine chrétienne (1679).
- Les Mœurs des Israelites (1681)
- Les Mœurs des Chrétiens (1682)
- La Vie de la vénérable mère Marguerite d'Arbouze (1684)
- Traité du choix et de la méthode des études (2 volume, 1686)
- Institution du droit ecclésiastique (1687).
- Les Devoirs des maîtres et des domestiques (1688)
- Histoire ecclésiastique, précédée du Discours sur cette histoire (20 volume, 1691)
- Histoire ecclésiastique, pour servir de continuation à celle de M. l'abbé Fleury (36 volume, 1691-1738).
- Neuvième discours de M. l'abbé Fleury, sur les libertés de l'Église gallicane (1725). Ouvrage mis à l'index.
- Maximes et libertés gallicanes, rassemblées et mises en ordre, avec leurs preuves. Mémoire sur les libertés de l'Église gallicane, trouvé parmi les papiers d'un grand prince (1755)
- Table générale des matières contenues dans les XXXVI volumes de l'Histoire ecclésiastique de M. Fleury et du P. Fabre (1758)
- Droit public de France, ouvrage posthume de M. l'abbé Fleury, composé pour l'éducation des princes (1769)
- Le Soldat chrétien, ouvrage posthume de M. l'abbé Fleury (1772)
- Opuscules (5 volume, 1780-81)
- Nouveaux Opuscules (1807)

## Traduceri
- Obiceiurile Israiltenilor și ale Crestinilor: Scriere culeasă din Biblie și din Istoria Bisericii a părintelui Flori / Tălmacită din grecește cu blagoslovenia Prea-Sfintitului Arhiepiscop si Mitropolit a'l Ungrovlahiei Domnul Neophit 2lea de Arhimand. Motreanul Ephrosin Poteca , (București; Tipărită în Tipografia lui Fr. Valbaum, 1845), (Vezi:Catalog BCUB)